# Britannia Range, British Columbia
Britannia Range är ett berg i Kanada.   Det ligger i provinsen British Columbia, i den sydvästra delen av landet, 3 500 km väster om huvudstaden Ottawa. Toppen på Britannia Range är 1 220 meter över havet.
Terrängen runt Britannia Range är bergig åt sydost, men åt nordväst är den kuperad. Havet är nära Britannia Range åt nordväst. Närmaste större samhälle är West Vancouver, 18,6 km söder om Britannia Range. 
I omgivningarna runt Britannia Range växer i huvudsak barrskog. Runt Britannia Range är det mycket glesbefolkat, med 3 invånare per kvadratkilometer.